# 일리노이주의 통계 지구

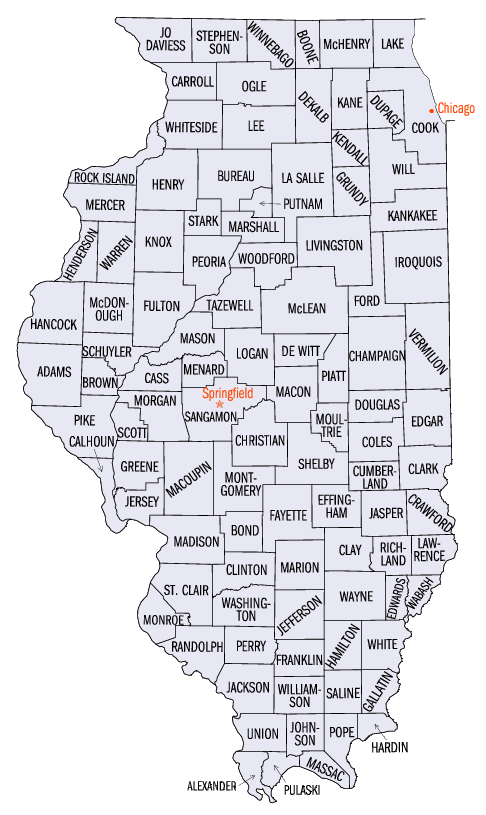
일리노이 주의 군들

일리노이의 주기

일리노이의 통계 지구(Illinois Statistical Area)는 일리노이 주에 있는 통계 지구이다.

## 범례
| 범례      | 의미                                     |
| --------- | ---------------------------------------- |
|           | 켄터키에 속하는 지역                     |
|           | 인디애나에 속하는 지역                   |
|           | 위스콘신에 속하는 지역                   |
|           | 아이오와에 속하는 지역                   |
|           | 미주리에 속하는 지역                     |
|           | 2개의 주 이상에 걸친 지역(일리노이 해당) |
| 초록 글씨 | 다른 주에 속하는 지역의 인구 수          |
| 파란 글씨 | 일리노이와 다른 주에 걸친 지역의 인구 수 |

## 배치도
| 복합 통계 지구                      | 인구                | 핵심 기반 통계 지구             | 인구                | 군             | 인구       |
| ----------------------------------- | ------------------- | ------------------------------- | ------------------- | -------------- | ---------- |
| 시카고-내퍼빌 지구                  | 9,825,325 8,842,474 | 시카고-내퍼빌-졸리엣 지구       | 9,458,539 8,585,550 | 쿡             | 5,150,233  |
| 시카고-내퍼빌 지구                  | 9,825,325 8,842,474 | 시카고-내퍼빌-졸리엣 지구       | 9,458,539 8,585,550 | 뒤파제         | 922,921    |
| 시카고-내퍼빌 지구                  | 9,825,325 8,842,474 | 시카고-내퍼빌-졸리엣 지구       | 9,458,539 8,585,550 | 레이크         | 696,535    |
| 시카고-내퍼빌 지구                  | 9,825,325 8,842,474 | 시카고-내퍼빌-졸리엣 지구       | 9,458,539 8,585,550 | 윌             | 690,743    |
| 시카고-내퍼빌 지구                  | 9,825,325 8,842,474 | 시카고-내퍼빌-졸리엣 지구       | 9,458,539 8,585,550 | 케인           | 532,403    |
| 시카고-내퍼빌 지구                  | 9,825,325 8,842,474 | 시카고-내퍼빌-졸리엣 지구       | 9,458,539 8,585,550 | 레이크         | 485,493    |
| 시카고-내퍼빌 지구                  | 9,825,325 8,842,474 | 시카고-내퍼빌-졸리엣 지구       | 9,458,539 8,585,550 | 맥헨리         | 307,774    |
| 시카고-내퍼빌 지구                  | 9,825,325 8,842,474 | 시카고-내퍼빌-졸리엣 지구       | 9,458,539 8,585,550 | 포터           | 170,389    |
| 시카고-내퍼빌 지구                  | 9,825,325 8,842,474 | 시카고-내퍼빌-졸리엣 지구       | 9,458,539 8,585,550 | 커노샤         | 169,561    |
| 시카고-내퍼빌 지구                  | 9,825,325 8,842,474 | 시카고-내퍼빌-졸리엣 지구       | 9,458,539 8,585,550 | 켄들           | 128,990    |
| 시카고-내퍼빌 지구                  | 9,825,325 8,842,474 | 시카고-내퍼빌-졸리엣 지구       | 9,458,539 8,585,550 | 디캘브         | 104,897    |
| 시카고-내퍼빌 지구                  | 9,825,325 8,842,474 | 시카고-내퍼빌-졸리엣 지구       | 9,458,539 8,585,550 | 그런디         | 51,054     |
| 시카고-내퍼빌 지구                  | 9,825,325 8,842,474 | 시카고-내퍼빌-졸리엣 지구       | 9,458,539 8,585,550 | 재스퍼         | 33,562     |
| 시카고-내퍼빌 지구                  | 9,825,325 8,842,474 | 시카고-내퍼빌-졸리엣 지구       | 9,458,539 8,585,550 | 뉴턴           | 13,984     |
| 시카고-내퍼빌 지구                  | 9,825,325 8,842,474 | 오타와 지구                     | 147,036             | 라살           | 108,669    |
| 시카고-내퍼빌 지구                  | 9,825,325 8,842,474 | 오타와 지구                     | 147,036             | 뷰로           | 32,628     |
| 시카고-내퍼빌 지구                  | 9,825,325 8,842,474 | 오타와 지구                     | 147,036             | 퍼트넘         | 5,739      |
| 시카고-내퍼빌 지구                  | 9,825,325 8,842,474 | 미시간시티-라포트 지구          | 109,888             | 라포트         | 109,888    |
| 시카고-내퍼빌 지구                  | 9,825,325 8,842,474 | 칸카키 지구                     | 109,862             | 칸카키         | 109,862    |
| 세인트루이스-세인트찰스-파밍턴 지구 | 2,907,648 719,920   | 세인트루이스 지구               | 2,803,228 682,715   | 세인트루이스   | 994,205    |
| 세인트루이스-세인트찰스-파밍턴 지구 | 2,907,648 719,920   | 세인트루이스 지구               | 2,803,228 682,715   | 세인트찰스     | 402,022    |
| 세인트루이스-세인트찰스-파밍턴 지구 | 2,907,648 719,920   | 세인트루이스 지구               | 2,803,228 682,715   | 세인트루이스   | 300,576    |
| 세인트루이스-세인트찰스-파밍턴 지구 | 2,907,648 719,920   | 세인트루이스 지구               | 2,803,228 682,715   | 매디슨         | 262,966    |
| 세인트루이스-세인트찰스-파밍턴 지구 | 2,907,648 719,920   | 세인트루이스 지구               | 2,803,228 682,715   | 세인트클레어   | 259,686    |
| 세인트루이스-세인트찰스-파밍턴 지구 | 2,907,648 719,920   | 세인트루이스 지구               | 2,803,228 682,715   | 제퍼슨         | 225,081    |
| 세인트루이스-세인트찰스-파밍턴 지구 | 2,907,648 719,920   | 세인트루이스 지구               | 2,803,228 682,715   | 프랭클린       | 103,967    |
| 세인트루이스-세인트찰스-파밍턴 지구 | 2,907,648 719,920   | 세인트루이스 지구               | 2,803,228 682,715   | 링컨           | 59,013     |
| 세인트루이스-세인트찰스-파밍턴 지구 | 2,907,648 719,920   | 세인트루이스 지구               | 2,803,228 682,715   | 마쿠핀         | 44,926     |
| 세인트루이스-세인트찰스-파밍턴 지구 | 2,907,648 719,920   | 세인트루이스 지구               | 2,803,228 682,715   | 클린턴         | 37,562     |
| 세인트루이스-세인트찰스-파밍턴 지구 | 2,907,648 719,920   | 세인트루이스 지구               | 2,803,228 682,715   | 워런           | 35,649     |
| 세인트루이스-세인트찰스-파밍턴 지구 | 2,907,648 719,920   | 세인트루이스 지구               | 2,803,228 682,715   | 먼로           | 34,637     |
| 세인트루이스-세인트찰스-파밍턴 지구 | 2,907,648 719,920   | 세인트루이스 지구               | 2,803,228 682,715   | 저지           | 21,773     |
| 세인트루이스-세인트찰스-파밍턴 지구 | 2,907,648 719,920   | 세인트루이스 지구               | 2,803,228 682,715   | 본드           | 16,426     |
| 세인트루이스-세인트찰스-파밍턴 지구 | 2,907,648 719,920   | 세인트루이스 지구               | 2,803,228 682,715   | 캘훈           | 4,739      |
| 세인트루이스-세인트찰스-파밍턴 지구 | 2,907,648 719,920   | 파밍턴 지구                     | 67,215              | 세인트프랑수아 | 67,215     |
| 세인트루이스-세인트찰스-파밍턴 지구 | 2,907,648 719,920   | 센트레일리아 지구               | 37,205              | 매리언         | 37,205     |
| 록퍼드-프리포트-로셀 지구           | 431,257             | 록퍼드 지구                     | 336,116             | 위너베이고     | 282,572    |
| 록퍼드-프리포트-로셀 지구           | 431,257             | 록퍼드 지구                     | 336,116             | 분             | 53,544     |
| 록퍼드-프리포트-로셀 지구           | 431,257             | 로셀 지구                       | 50,643              | 오글           | 50,643     |
| 록퍼드-프리포트-로셀 지구           | 431,257             | 프리포트 지구                   | 44,498              | 스티븐슨       | 44,498     |
| 스프링필드-잭슨빌-링컨 지구         | 306,399             | 스프링필드 지구                 | 206,868             | 상거먼         | 194,672    |
| 스프링필드-잭슨빌-링컨 지구         | 306,399             | 스프링필드 지구                 | 206,868             | 머나드         | 12,196     |
| 스프링필드-잭슨빌-링컨 지구         | 306,399             | 잭슨빌 지구                     | 38,609              | 모건           | 33,658     |
| 스프링필드-잭슨빌-링컨 지구         | 306,399             | 잭슨빌 지구                     | 38,609              | 스콧           | 4,951      |
| 스프링필드-잭슨빌-링컨 지구         | 306,399             | 테일러빌 지구                   | 32,304              | 크리스천       | 32,304     |
| 스프링필드-잭슨빌-링컨 지구         | 306,399             | 링컨 지구                       | 28,618              | 로건           | 28,618     |
| 블루밍턴-폰티악 지구                | 207,165             | 블루밍턴 지구                   | 171,517             | 매클레인       | 171,517    |
| 블루밍턴-폰티악 지구                | 207,165             | 폰티악 지구                     | 35,648              | 리빙스턴       | 35,648     |
| 데이븐포트-몰린 지구                | 468,265 206,229     | 데이븐포트-몰린-록아일랜드 지구 | 379,172 206,229     | 스콧           | 172,943    |
| 데이븐포트-몰린 지구                | 468,265 206,229     | 데이븐포트-몰린-록아일랜드 지구 | 379,172 206,229     | 록아일랜드     | 141,879    |
| 데이븐포트-몰린 지구                | 468,265 206,229     | 데이븐포트-몰린-록아일랜드 지구 | 379,172 206,229     | 헨리           | 48,913     |
| 데이븐포트-몰린 지구                | 468,265 206,229     | 데이븐포트-몰린-록아일랜드 지구 | 379,172 206,229     | 머서           | 15,437     |
| 데이븐포트-몰린 지구                | 468,265 206,229     | 클린턴 지구                     | 46,429              | 클린턴         | 46,429     |
| 데이븐포트-몰린 지구                | 468,265 206,229     | 머스카틴 지구                   | 42,664              | 머스카틴       | 42,664     |
| 딕슨-스털링 지구                    | 89,849              | 스털링 지구                     | 55,175              | 화이트사이드   | 55,175     |
| 딕슨-스털링 지구                    | 89,849              | 딕슨 지구                       | 34,096              | 리             | 34,096     |
| 퀸시-한니발 지구                    | 114,050 65,435      | 퀸시 지구                       | 75,211 65,435       | 애덤스         | 65,435     |
| 퀸시-한니발 지구                    | 114,050 65,435      | 퀸시 지구                       | 75,211 65,435       | 루이스         | 9,776      |
| 퀸시-한니발 지구                    | 114,050 65,435      | 한니발 지구                     | 38,839              | 매리언         | 28,530     |
| 퀸시-한니발 지구                    | 114,050 65,435      | 한니발 지구                     | 38,839              | 랠스           | 10,309     |
| 벌링턴-포트매디슨-케쿡 지구         | 103,775 24,354      | 포트매디슨-케쿡 지구            | 58,162 17,708       | 리             | 33,657     |
| 벌링턴-포트매디슨-케쿡 지구         | 103,775 24,354      | 포트매디슨-케쿡 지구            | 58,162 17,708       | 핸콕           | 17,708     |
| 벌링턴-포트매디슨-케쿡 지구         | 103,775 24,354      | 포트매디슨-케쿡 지구            | 58,162 17,708       | 클라크         | 6,797      |
| 벌링턴-포트매디슨-케쿡 지구         | 103,775 24,354      | 벌링턴 지구                     | 45,613 6,646        | 디모인         | 38,967     |
| 벌링턴-포트매디슨-케쿡 지구         | 103,775 24,354      | 벌링턴 지구                     | 45,613 6,646        | 헨더슨         | 6,646      |
| 퍼듀카-메이필드 지구                | 133,538 13,772      | 퍼듀카 지구                     | 96,272 13,772       | 매크라켄       | 65,418     |
| 퍼듀카-메이필드 지구                | 133,538 13,772      | 퍼듀카 지구                     | 96,272 13,772       | 마삭           | 13,772     |
| 퍼듀카-메이필드 지구                | 133,538 13,772      | 퍼듀카 지구                     | 96,272 13,772       | 리빙스턴       | 9,194      |
| 퍼듀카-메이필드 지구                | 133,538 13,772      | 퍼듀카 지구                     | 96,272 13,772       | 밸러드         | 7,688      |
| 퍼듀카-메이필드 지구                | 133,538 13,772      | 메이필드 지구                   | 37,266              | 그레이브스     | 37,266     |
| 케이프지라도-사이크스턴 지구        | 135,045 5,761       | 케이프지라도 지구               | 96,765 5,761        | 케이프지라도   | 78,871     |
| 케이프지라도-사이크스턴 지구        | 135,045 5,761       | 케이프지라도 지구               | 96,765 5,761        | 볼린저         | 12,133     |
| 케이프지라도-사이크스턴 지구        | 135,045 5,761       | 케이프지라도 지구               | 96,765 5,761        | 알렉산더       | 5,761      |
| 케이프지라도-사이크스턴 지구        | 135,045 5,761       | 사이크스턴 지구                 | 38,280              | 스콧           | 38,280     |
| 없음                                | 없음                | 피오리아 지구                   | 400,561             | 피오리아       | 179,179    |
| 없음                                | 없음                | 피오리아 지구                   | 400,561             | 테이즈웰       | 131,803    |
| 없음                                | 없음                | 피오리아 지구                   | 400,561             | 우드퍼드       | 38,459     |
| 없음                                | 없음                | 피오리아 지구                   | 400,561             | 풀턴           | 34,340     |
| 없음                                | 없음                | 피오리아 지구                   | 400,561             | 마셜           | 11,438     |
| 없음                                | 없음                | 피오리아 지구                   | 400,561             | 스타크         | 5,342      |
| 없음                                | 없음                | 섐페인-어바나 지구              | 226,033             | 섐페인         | 209,689    |
| 없음                                | 없음                | 섐페인-어바나 지구              | 226,033             | 피아트         | 16,344     |
| 없음                                | 없음                | 카본데일-매리언 지구            | 135,764             | 윌리엄슨       | 67,597     |
| 없음                                | 없음                | 카본데일-매리언 지구            | 135,764             | 잭슨           | 56,750     |
| 없음                                | 없음                | 카본데일-매리언 지구            | 135,764             | 존슨           | 12,417     |
| 없음                                | 없음                | 디케이터 지구                   | 104,009             | 메이컨         | 104,009    |
| 없음                                | 없음                | 댄빌 지구                       | 75,758              | 버밀리언       | 75,758     |
| 없음                                | 없음                | 찰스턴-매툰 지구                | 61,387              | 콜스           | 50,621     |
| 없음                                | 없음                | 찰스턴-매툰 지구                | 61,387              | 컴벌랜드       | 10,766     |
| 없음                                | 없음                | 게일스버그 지구                 | 49,699              | 녹스           | 49,699     |
| 없음                                | 없음                | 마운트버넌 지구                 | 37,684              | 제퍼슨         | 37,684     |
| 없음                                | 없음                | 에핑엄 지구                     | 34,008              | 에핑엄         | 34,008     |
| 없음                                | 없음                | 매컴 지구                       | 29,682              | 맥도너         | 29,682     |
| 없음                                | 없음                | 없음                            | 없음                | 프랭클린       | 38,469     |
| 없음                                | 없음                | 없음                            | 없음                | 랜돌프         | 31,782     |
| 없음                                | 없음                | 없음                            | 없음                | 몽고메리       | 28,414     |
| 없음                                | 없음                | 없음                            | 없음                | 이로쿼이       | 27,114     |
| 없음                                | 없음                | 없음                            | 없음                | 설린           | 23,491     |
| 없음                                | 없음                | 없음                            | 없음                | 셸비           | 21,634     |
| 없음                                | 없음                | 없음                            | 없음                | 페이엣         | 21,336     |
| 없음                                | 없음                | 없음                            | 없음                | 조데이비스     | 21,235     |
| 없음                                | 없음                | 없음                            | 없음                | 페리           | 20,916     |
| 없음                                | 없음                | 없음                            | 없음                | 더글러스       | 19,465     |
| 없음                                | 없음                | 없음                            | 없음                | 크로퍼드       | 18,667     |
| 없음                                | 없음                | 없음                            | 없음                | 에드거         | 17,161     |
| 없음                                | 없음                | 없음                            | 없음                | 워런           | 16,844     |
| 없음                                | 없음                | 없음                            | 없음                | 유니언         | 16,653     |
| 없음                                | 없음                | 없음                            | 없음                | 웨인           | 16,215     |
| 없음                                | 없음                | 없음                            | 없음                | 로렌스         | 15,678     |
| 없음                                | 없음                | 없음                            | 없음                | 디위트         | 15,638     |
| 없음                                | 없음                | 없음                            | 없음                | 파이크         | 15,561     |
| 없음                                | 없음                | 없음                            | 없음                | 리칠랜드       | 15,513     |
| 없음                                | 없음                | 없음                            | 없음                | 클라크         | 15,441     |
| 없음                                | 없음                | 없음                            | 없음                | 몰트리         | 14,501     |
| 없음                                | 없음                | 없음                            | 없음                | 캐럴           | 14,305     |
| 없음                                | 없음                | 없음                            | 없음                | 워싱턴         | 13,887     |
| 없음                                | 없음                | 없음                            | 없음                | 화이트         | 13,537     |
| 없음                                | 없음                | 없음                            | 없음                | 메이슨         | 13,359     |
| 없음                                | 없음                | 없음                            | 없음                | 클레이         | 13,184     |
| 없음                                | 없음                | 없음                            | 없음                | 그린           | 12,969     |
| 없음                                | 없음                | 없음                            | 없음                | 포드           | 12,961     |
| 없음                                | 없음                | 없음                            | 없음                | 캐스           | 12,147     |
| 없음                                | 없음                | 없음                            | 없음                | 워배시         | 11,520     |
| 없음                                | 없음                | 없음                            | 없음                | 재스퍼         | 9,610      |
| 없음                                | 없음                | 없음                            | 없음                | 해밀턴         | 8,116      |
| 없음                                | 없음                | 없음                            | 없음                | 스카일러       | 6,768      |
| 없음                                | 없음                | 없음                            | 없음                | 브라운         | 6,578      |
| 없음                                | 없음                | 없음                            | 없음                | 에드워즈       | 6,395      |
| 없음                                | 없음                | 없음                            | 없음                | 펄래스키       | 5,335      |
| 없음                                | 없음                | 없음                            | 없음                | 갤러틴         | 4,828      |
| 없음                                | 없음                | 없음                            | 없음                | 포프           | 4,177      |
| 없음                                | 없음                | 없음                            | 없음                | 하딘           | 3,821      |
| 일리노이                            | 일리노이            | 일리노이                        | 일리노이            | 일리노이       | 12,671,847 |

## 참고
- 인구 수는 2019년 기준이며 단위는 '명'이다.
- 상거먼군은 일리노이주 행정 기관들이 있는 스프링필드가 있기 때문에 굵은 글씨로 표기했다.

## 같이 보기
- 대도시 통계 지구